# Leptopsilopa
Leptopsilopa is een vliegengeslacht uit de familie van de oevervliegen (Ephydridae).

## Soorten
- L. atrimana (Loew, 1878)
- L. similis (Coquillett, 1900)
- L. varipes (Coquillett, 1900)